# Маяцкое городище
Мая́цкое городи́ще — средневековое городище IX—X вв, расположенное на высоком мысе в Лискинском районе Воронежской области при впадении реки Тихая Сосна в Дон. Здесь теперь находится Музей-заповедник Дивногорье.
Городище включает в себя белокаменную крепость, поселение с могильником и гончарные мастерские. Памятник салтово-маяцкой археологической культуры.

## История изучения

Белокаменные стены крепости. Раскопки С. А. Плетнёвой. 1980 год

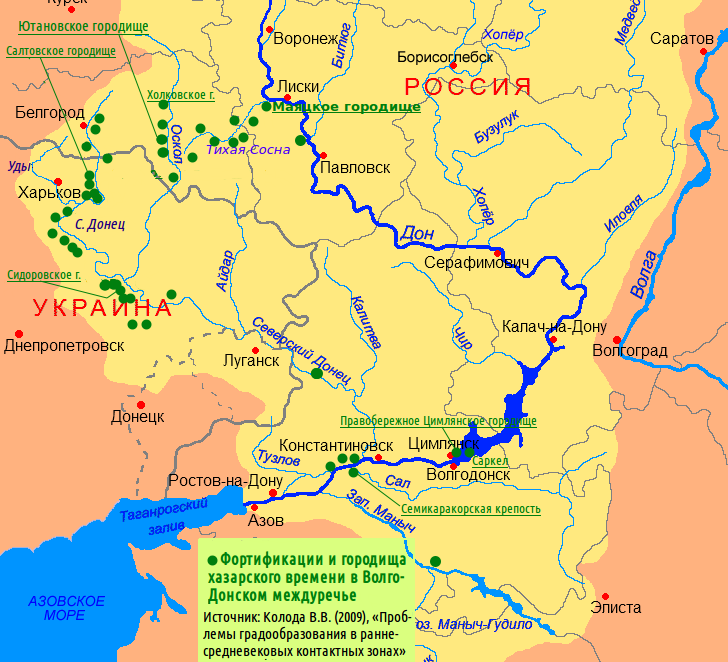
Фортификации и городища хазарского времени в Волго-Донском междуречье, включая Маяцкое городище

Первое упоминание о городище было сделано в 1648 г. в строительной книге города Коротояка под названием «Маяцкое старинное городище». Название не зафиксировано в преданиях местного населения, и его этимология не ясна. Выдвигалось предположение, что оно связано с маяком на этом мысе для речных судов, но после обследования места остатков маяка найдено не было..
Во 2-й половине XVII века на мысе был основан Успенский пещерный мужской монастырь, при строительстве которого была использована часть каменных блоков стен городища.
Находки с городища были введены в научный оборот в 1890 году, когда было найдено и опубликовано несколько вещей из катакомбного захоронения. Первые исследования велись силами краеведов, которых интересовали только захоронения.
Полноценные раскопки проводили археологи А. И. Милютин в 1906 году и Н. Е. Макаренко в 1908—1909 годах. С 1975 по 1982 год исследованием памятника занималась советско-болгаро-венгерская экспедиция под руководством С. А. Плетнёвой. В 2008 году раскопки возобновлены экспедицией Белгородского университета.

## Материальная культура

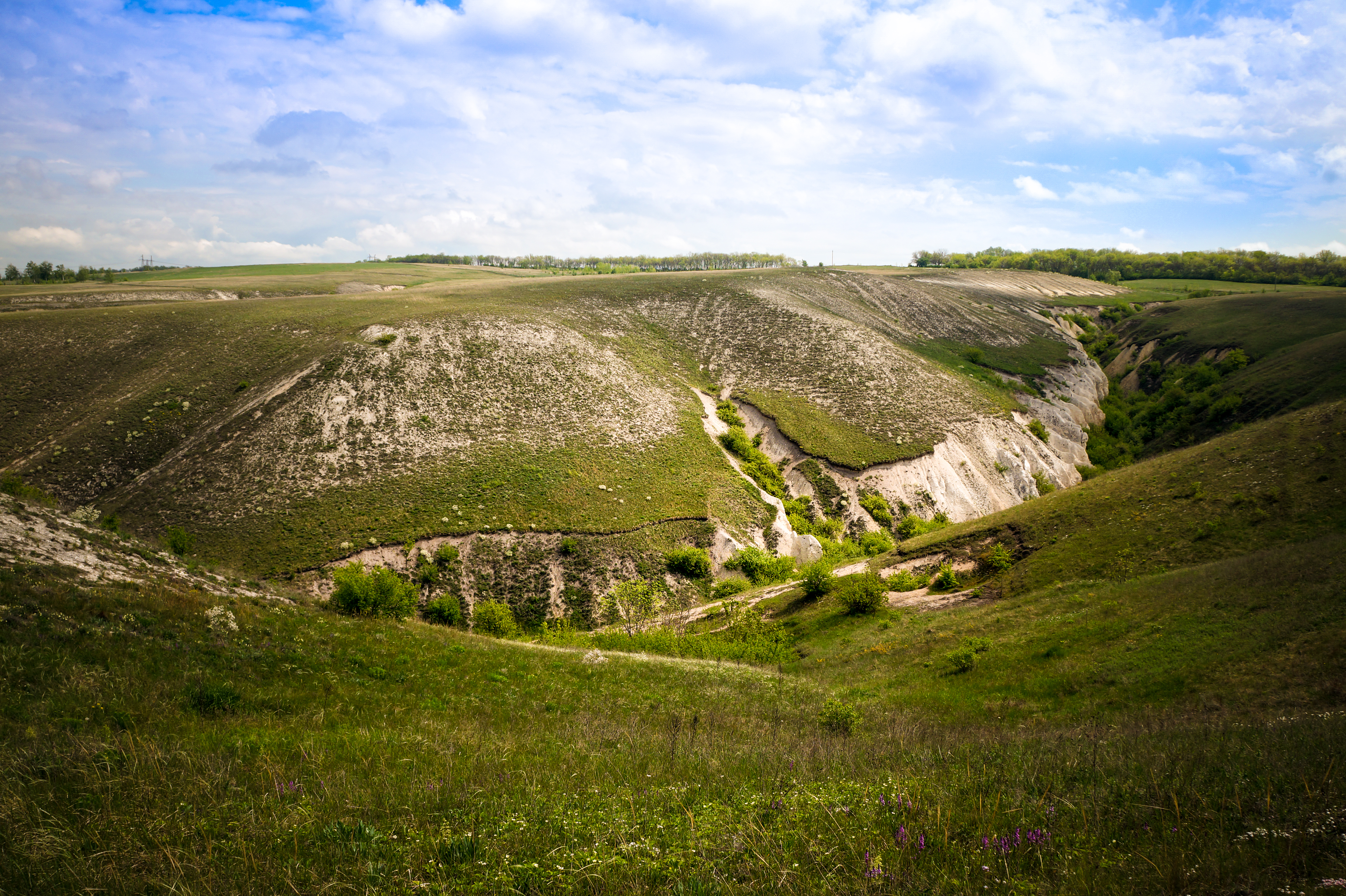
Остатки городища

Археологические находки показывают нам процесс проникновения и соединения культур, и это проявляется на всей территории Подонья и даже всего Хазарского каганата. Через эти территории проходили торговые пути. Найдены бусы, изготовленные в Византии, а также находки амфор и т. д. Такие же находки есть и на территории Маяцкого поселения. Найдены кухонная глиняная посуда с примесью морского песка, по виду изготовленная степняками-брахикранами. Другие категории предметов (от оружия до украшений) также были распространены на всей территории Хазарии. Отсутствие леса приводило к широкому освоению глины и камня, именно эти материалы стали главными при строительстве Маяцкой крепости. Метод создания места для строения, «остров», идентичен тому, который применялся при строительстве подобным построек на нижнем Дону, в Саркеле, в Семикаракорах, а также крепости на Тихой Сосне. Особенности Маяцкой крепости, не свойственные крепостям более западных районов лесостепной зоны, дают возможность предполагать, что строили в традициях, принятых в центральном регионе каганата. Возможно, при участии пришлых архитекторов, хорошо знакомых с технологиями строительства в Закавказье, Крыму и Дунайской Болгарии.
Крепость представляла собой замок хазарского аристократа, присланного центральной властью на приграничье государства. Таким образом, сырцовые крепости, к которым и относится Маяцкая, в какой-то мере были и замками феодалов. После археологических работ учёные пришли к заключению, что в крепости, кроме семьи аристократа, жили пришедшие с ним воины, личная охрана, булгары или хазары. Следы аланских воинов были найдены на поселении возле крепости, это, по всей вероятности, были несколько десятков воинов, жившие на поселении и выполнявшие пограничную службу под руководством хазарских командиров.

## Эпиграфика
На стенах крепости найдены рунические надписи. Они выполнены т. н. «донским» письмом, который пока, как и все восточноевропейские руны, остаётся не дешифрованным. Автор данной классификации Кызласов считал эти надписи памятником алано-булгарского письма. С. А. Плетнева предполагает, что им могли пользоваться хазары, так как такие же рунические надписи были найдены в поволжских курганах, то есть на земле, где предположительно локализуются хазары.
Письменность неарабографичной легенды «рунического дирхама» из Козьянковского клада под Полоцком, на монете из клада восточных и западноевропейских монет из окрестностей Ревеля (Таллинна) это один из восточноевропейских тюркских рунических алфавитов — дукт так называемого «кубанского письма», выделенного И. Л. Кызласовым. Этот дукт представлен надписью на ручке серебряного кувшина согдийского производства из починка Седьярского (ныне деревня Седьяр Балезинского района Удмуртии) и надписью на обломке амфоры, найденном в 1976 году на территории Маяцкого комплекса археологических памятников.

## Назначение крепости

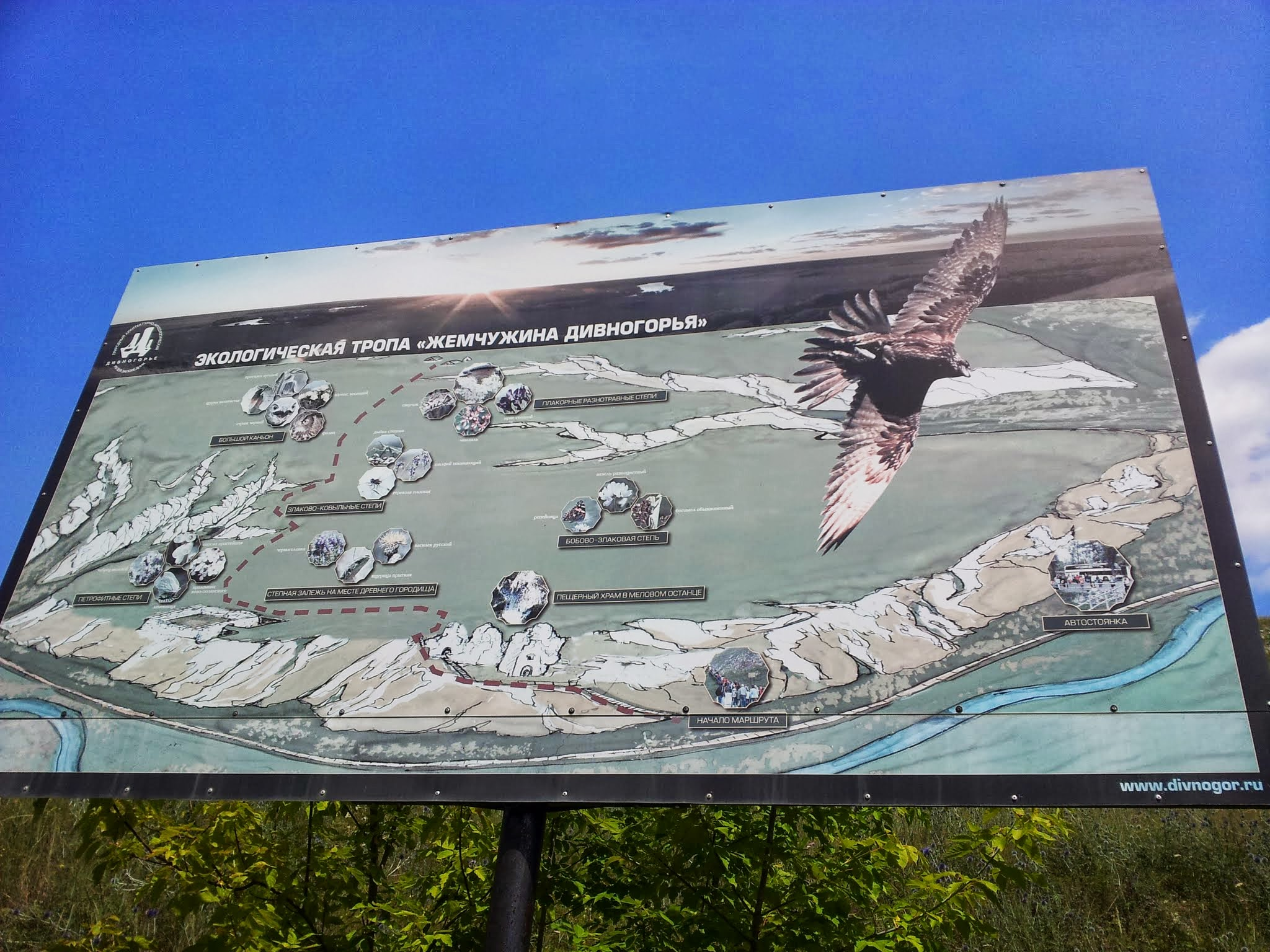
Карта музея-заповедника Дивногорье

Ведущая гипотеза рассматривает Маяцкую крепость и всю линию из шести городищ с практически однотипными крепостями, построенными довольно плотно друг к другу, как опорные пункты на границе между хазарскими (кочевыми) и славянскими территориями (в археологическом смысле это боршевская культура, отождествляемая с летописными вятичами). С этой точки зрения, крепости являются пунктами сбора дани, которые также совмещали функции стоянок торговых караванов. Между собой они были связаны как водным путём, так и сухопутной дорогой, проходившей по правому берегу и местами сохранившейся до настоящего времени.
Существует альтернативная точка зрения, согласно которой крепости были оборонительной линией, защищавшей северо-западную границу Хазарии от славянской экспансии. Однако этот взгляд пользуется меньшей популярностью, поскольку плохо согласуется с письменными источниками и игнорирует тот факт, что крепости слишком малы для защиты примыкающих к ним громадных поселений. Впрочем, не все шесть крепостей были укреплены достаточно для отражения любых профессиональных осад и нападений. Таково, например, крайне западное из них — городище Красное, с высотой его стен всего один метр и толщиной четыре метра.
Прекращение жизни Маяцкого городища произошло в первой половине X в., и совпадает с упадком Хазарского каганата, в результате чего в степи начали доминировать печенеги. Они отрезали эту территорию от южных владений государства и превратили её в пастбища.

## Антропология населения
На основании многочисленных антропологических находок можно предполагать, что основным населением Маяцкого поселения были аланы (смешанного лесостепного варианта). В погребениях могильников обнаруживается примесь черепов с брахикранными чертами, в особенности у женщин Маяцкого могильника, и у мужчин, похороненных на поселении за территорией городища. Выявлен также аланский тип с более выраженной долихокранностью у мужчин на могильнике и у женщин на поселении. Есть подтверждение присутствия степняков-брахикранов на территории Маяцкой крепости, общепринято связываемое с булгарами или хазарами.
Найденные черепа смешанного антропологического типа — мезокранов — показывают на смешение двух главных этнических групп, проживающих в ту эпоху на донских просторах. Несмотря на явную брахикральную «примесь», выявленую антропологами по материалам Маяцкого могильника и поселения, население на Тихой Сосне, как и в остальных регионах варианта, в основной массе было долихокранным, то есть этнически его следует связывать с аланами. Особенный интерес представляют некоторые изменения в погребальных ритуалах. Так, кажется, что обычай захоронения людей и животных в круглых ямах, не свойственный аланам, появился здесь под влиянием степного населения. Характерно, что на маяцком могильнике таких погребений нет совсем, а на поселении их довольно много. Аналогичный обряд в более развитом варианте был типичен для строителей Саркела, где он датируется 30—50-ми годами IX века.

## Духовная культура
Вместе с проникновением чуждых обычаев в погребальную обрядность у алан Маяцкого поселения появились и «вавилонообразные» (квадрат в квадрате с очагом в центре) святилища. По мнению С. А. Плетневой, принципиальной разницы в религиозных представлениях у степняков (булгар и хазар) с аланами не было. Почитание огня, поклонение солнцу-небу были общими. В Хазарии IX века сложилось оригинальное представление, основанное на биполярности мироздания. Это убедительно прослеживается в исследовании амулетов. Идея биполярности пронизывала, вероятно, общественную жизнь и государственную систему в каганате. Так, в Хазарии правили каган и бек, армия делились на два крыла — левое и правое, сами хазары делились на белых и черных. Не исключено, что и на Маяцком мысу можно предполагать существование, вернее, «воплощение» биполярности в противопоставлении крепости (фактически уже феодального замка), принадлежавшей хазарскому аристократу, с аланским, в основной массе, поселением.